# یوتا کوماموتو
یوتا کوماموتو (انگلیسی: Yuta Kumamoto؛ زادهٔ ۱۸ ژوئیهٔ ۱۹۹۵) بازیکن فوتبال اهل ژاپن است.